# Arge ochropus
Espèce
Arge ochropus (l'hylotome du rosier ou tenthrède défeuillante du rosier), est une espèce d'insectes hyménoptères symphytes de la famille des Argidae.
L'adulte se nourrit de nectar et de pollen sur diverses espèces de dicotylédones. La larve est une fausse-chenille phyllophage qui se nourrit des feuilles de rosiers (genre Rosa).

## Synonymes
- Tenthredo ochropus Gmelin, 1790
- Tenthredo rosae  auct

## Distribution
L'aire de répartition d'Arge ochropus comprend l'Europe, l'Asie mineure, l'Amérique du Nord, le Caucase, le Turkménistan, le nord de l'Iran et la Sibérie occidentale jusqu'au lac Baïkal. 